# 伊尔马里·佩尔纳亚
伊尔马里·佩尔纳亚（芬蘭語：Ilmari Pernaja，1892年2月10日—1963年7月20日），芬兰男子竞技体操运动员。他曾代表芬兰获得1912年夏季奥运会体操比赛男子团体自由式银牌。他于1963年在劳马去世。